# Il giudice e il suo boia
Il giudice e il suo boia (titolo originale: Der Richter und sein Henker) è il primo romanzo poliziesco dello scrittore svizzero Friedrich Dürrenmatt, scritto nel 1952.
Il romanzo, che può essere annoverato nel genere del giallo emblematico, introduce il termine Zufall, il Caso, che diventerà la parola chiave, come scrive nel suo saggio Giuseppe Petronio, "della sua concezione del mondo e del narrare... e che diventa, naturalmente, la sua poetica", quella che lo scrittore delinea chiaramente nel suo saggio "La promessa".

## Trama
Protagonista della vicenda è il commissario Bärlach, ormai prossimo al pensionamento per seri motivi di salute. Col suo assistente Tschanz, egli deve risolvere un caso di omicidio che ha coinvolto un tenente della polizia di Berna. 
Nel corso dell'opera Bärlach incontra Gastmann, il quale è un suo vecchio amico/nemico.
Il rapporto tra Bärlach e Gastmann li porta indietro di quarant'anni. Gastmann ricorda al commissario: "Volevo provare che fosse possibile commettere un crimine impossibile da risolvere". E Gastmann aveva ragione. Uno dei temi centrali del libro è la domanda, se è giusto o meno incolpare qualcuno per un crimine che non ha commesso, quando in realtà ne ha commesso uno che non è stato mai risolto. Bärlach risponde di sì, aggiungendo "Non sono mai riuscito a dimostrare che hai commesso tu il primo crimine, allora ti dichiaro colpevole di quest'altro".
Si può pensare anche alla domanda, quando l'uomo si determina, quando influenza gli altri (come giudice) e quando è strumento degli altri (come boia)?
Si tratta di una delle opere che meglio esprime il pensiero di Dürrenmatt, che intende dimostrare l'impossibilità per la giustizia istituzionale di arrivare alla verità, sempre convinto della netta divaricazione fra Verità e Giustizia e verità e giustizia umana.

## Adattamenti

### Cinema
Il film del 1975 Assassinio sul ponte scritto e diretto da Maximilian Schell è un adattamento molto vicino all'originale. Tra gli interpreti figurano Jon Voight nel ruolo di Tschanz, il regista Martin Ritt nel ruolo di Bärlach e Robert Shaw nel ruolo di Gastmann. Altri ruoli furono assunti da Helmut Qualtinger e Friedrich Dürrenmatt, che fece solo un cameo nel ruolo di Friedrich.

### Televisione
Dal romanzo in Italia fu tratto nel 1972 uno sceneggiato televisivo in due puntate, diretto da Daniele D'Anza, con Paolo Stoppa (Barlach), Ugo Pagliai (Tschanz), Franco Volpi (Lutz), Glauco Mauri (Gastmann).

## Edizioni italiane
- Il giudice e il suo boia, traduzione di Enrico Filippini, Collana UEF n.295, Milano, Feltrinelli, 1960-2008. - a cura di Paola Lagossi, Collana Narrativa scuola n.16, Torino, Loescher, 1982-1999.
- Il giudice e il suo boia, traduzione di Donata Berra, Collana Fabula n.294, Milano, Adelphi, 2015, ISBN 978-88-459-3026-3.